# Kristina Sandberg
Kristina Sandberg (Sundsvall, 3 de desembre de 1971) és una novel·lista sueca.
Va guanyar el Premi August el 2014 amb la novel·la Liv till varje pris (La vida a qualsevol preu). El 2014 també va ser guardonada amb el Premi Moa. El 2016 va guanyar el Premi Dobloug.

## Obres
- Ta itu (2010)
- Att föda ett barn (2010)
- Sörja för de sina (2012)
- Liv till varje pris (2014)